# Domaine du Chalet Pouilly

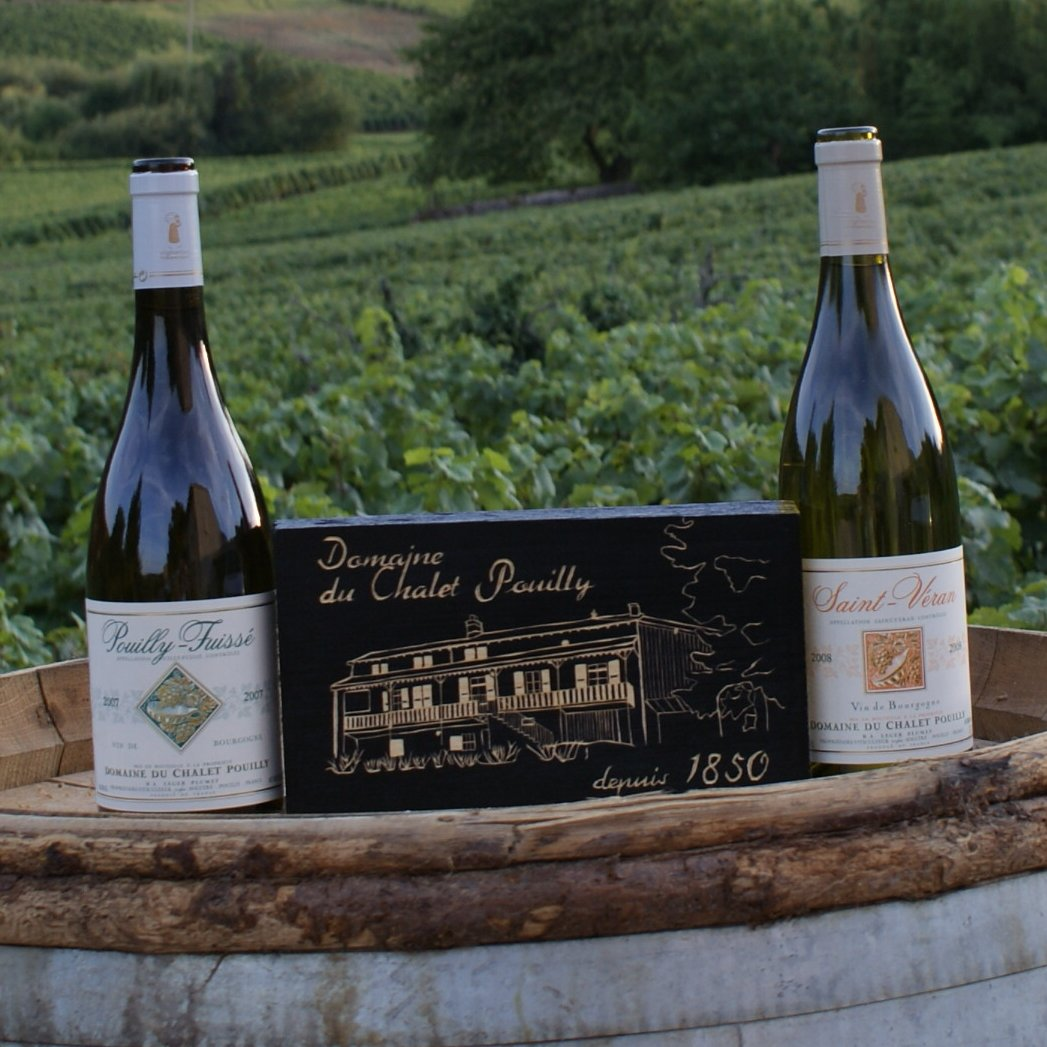
Pouilly-Fuissé et Saint-Véran

Domaine du Chalet Pouilly est une entreprise familiale, fondée en 1850, qui produit trois vins blancs 100 % chardonnay : Pouilly-fuissé (AOC), Saint-véran (AOC) et Mâcon-Solutré (AOC). Domaine du Chalet Poully est situé à flanc de coteau et domine le petit hameau de Pouilly au cœur de l'appellation Pouilly-Fuissé.

## Histoire
Depuis plus d'un siècle déjà, la famille Plumet vit dans le village de Solutré-Pouilly situé dans la région du Mâconnais en Bourgogne, France.
Les premières vignes ont été plantées en 1850 - bien qu'il semblerait que l'origine de la propriété familiale remonte à 1774 - et depuis les connaissances viticoles ainsi que le savoir-faire familial furent transmis de génération en génération.
En 1928, Joseph et Philippine Plumet reçurent leur première récompense pour leurs vins de Bourgogne où ils obtinrent le Premier Prix au concours des vins de Mâcon (Saône-et-Loire, France). En effet, à l'époque les appellations Pouilly-Fuissé et Saint-Véran n'existaient pas et furent par la suite créées par l'Institut National des Appellations d'Origine Contrôlée (INAO) respectivement en 1936 et 1971.
Henri Plumet a ensuite succédé à Joseph Plumet en 1950. Grâce à son travail et à sa passion, de nombreux prix et récompenses ont été décernés à ses vins.

## Vins
Domaine du Chalet-Pouilly pratique un élevage traditionnel des vins et souhaite respecter les spécificités du terroir afin d'apporter un maximum de finesse et de singularité au développement des arômes caractéristiques du cépage.
Pouilly-fuissé (AOC): Vin blanc sec 100 % chardonnay.
Mâcon-Solutré (AOC): Vin blanc sec 100% chardonnay dont les vignes ont été plantées en avril 2011
Saint-véran (AOC): Issu de très vieilles vignes, c'est un vin blanc 100 % chardonnay.

## Philosophie
La philosophie, selon Domaine du Chalet Pouilly, est de laisser la nature s’exprimer au travers de son terroir afin d'obtenir des vins d’une grande typicité,.

## Annexe